# Mimudea hyalopunctalis
Mimudea hyalopunctalis is een vlinder van de familie van de grasmotten (Crambidae), uit de onderfamilie van de Spilomelinae. De wetenschappelijke naam van deze soort is voor het eerst voorgesteld door Paul Dognin in een publicatie uit 1912.
De soort komt voor in Colombia.